# A Vida (António Carneiro)
A Vida é um tríptico de pinturas a óleo sobre tela datado de 1899-1901 do artista português da corrente do simbolismo António Carneiro (1872-1930), obra que pertence à Fundação Cupertino de Miranda.
Esperança, Amor e Saudade são os títulos dos três painéis, e neles os motivos figurativos simbolizam situações existenciais, integrando-se assim a obra no movimento simbolista do fim do século XIX.

## Descrição e história
Os títulos dos três painéis poderiam ser Infância, Juventude e Velhice, ou Inocência, Maturidade e Fim, respeitando simbolicamente aos sucessivos motivos: A nudez no painel da esquerda, a cavalgada romântica na floresta do painel central, e a esfinge misteriosa perto de uma figura vestida de negro e com uma caveira à frente no painel da direita. Neste terceiro painel surge de novo uma criança nua o que indica o eterno recomeço das coisas, o eterno ciclo da vida e do mundo.
No painel da esquerda, uma mulher e o que se presume seja o seu filho encontram-se nus junto a um lago de nenúfares, tendo por fundo uma paisagem suave com arvoredo mediterrânico de pinheiro-mansos e ciprestes, estando a mulher de costas para o espectador com o que parece ser uma cítara segura pelo braço esquerdo e levantando o braço direito para o longe, como numa prece e numa Esperança, e a criança a  brincar com a água.
No painel central, um casal montado em dois corcéis de pele clara irrompe na clareira de um bosque frondoso, ele inebriado pelo ideal de cavaleiro medieval e ela como donzela protegida pelo seu cavaleiro andante, avançam fogosamente movidos pelo Amor.
Mas, no painel da direita, o fim é triste. A mulher já viúva, vestida toda de negro, evoca a Saudade e falta do amante ausente. Junto a si tem a criança que, na sua ingenuidade, é alheia ao sofrimento e pega na flor da esperança. Uma esfinge enigmática - representando o mistério da Vida - ergue-se monumental, para além da realidade humana.
O MNSR possui um estudo do painel central datado de 1899 a sanguínea sobre papel, pelo que a obra começou a ser pensada em Paris onde Carneiro então vivia, existindo um estudo na posse da CMP datado de 1899-1901 muito próximo da versão final que veio a ser exposta pela primeira vez em 1901.

## Apreciação
Segundo Laura Castro, mais do que história e religião, temas de outras obras de António Carneiro, A Vida situa-se fora dos géneros comuns, abordando a existência humana na sua essência e as questões, sem solução, de princípio, de fim e de renovação. E aborda estas questões afastando-se das convenções anteriores ligadas à produção de alegorias, ainda que os símbolos a que António Carneiro chegou se aproximem dos encontrados por outros artistas da época.
José-Augusto França considerava A Vida como caso limite da arte portuguesa, sem parentesco, e considerava-a inspirada em O Friso da Vida de Edvard Munch (obra em Galeria), que António Carneiro terá observado em Paris onde esteve exposta em 1897. Para Laura Castro, serão admissíveis outras comparações face ao sentimento existencial transmitido, como com a obra De onde vimos, Que Somos, para Onde Vamos (em Galeria) de Paul Gauguin, constituindo estas três obras uma das linhas mestras da pintura europeia do final do século XIX.
Ainda para Laura Castro, "a essencialização formal, a depuração linear, o colorido indefinido e vago (onde pontua já o mistério, a preferência por motivos figurativos simbolizando situações existenciais, [...] tudo isto procurou António Carneiro exprimir neste tríptico."
A Vida é uma obra original, única e marginal no contexto da pintura portuguesa, não tendo por assim dizer continuidade, tendo sido elaborada no ambiente da pintura francesa, não havendo nem na produção posterior do seu Autor nem na restante pintura portuguesa, equivalente para esta obra tão estranha e avançada na expressão clara dos postulados simbolistas.
Maria Margarida Marques Matias refere que a estada de António Carneiro em França o afastou em parte do movimento naturalista, tendo aderido, pelo seu temperamento e pelo ambiente em que cresceu, ao idealismo e simbolismo de Puvis de Chavannes e de Gustave Moreau. A Vida, uma obra significativa como ruptura com o naturalismo, simboliza a esperança, o amor e a saudade, num ciclo de vida que se renova através da criança da geração seguinte, fruto do amor, seguindo o estilo de composição dos primeiros simbolistas franceses.

## Galeria

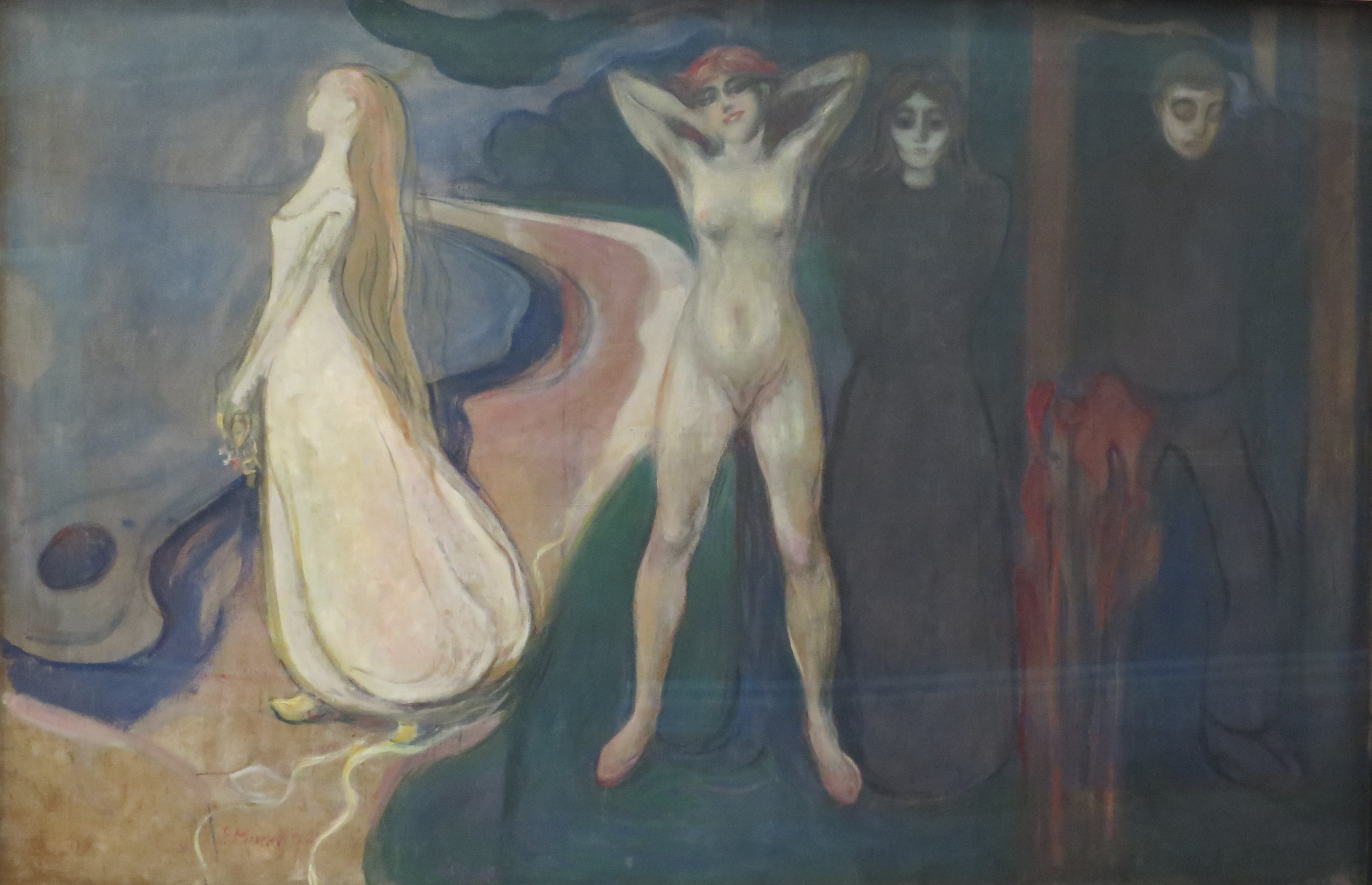
Woman in Three Stages (1894), de Edvard Munch, no Museu de Arte de Bergen.
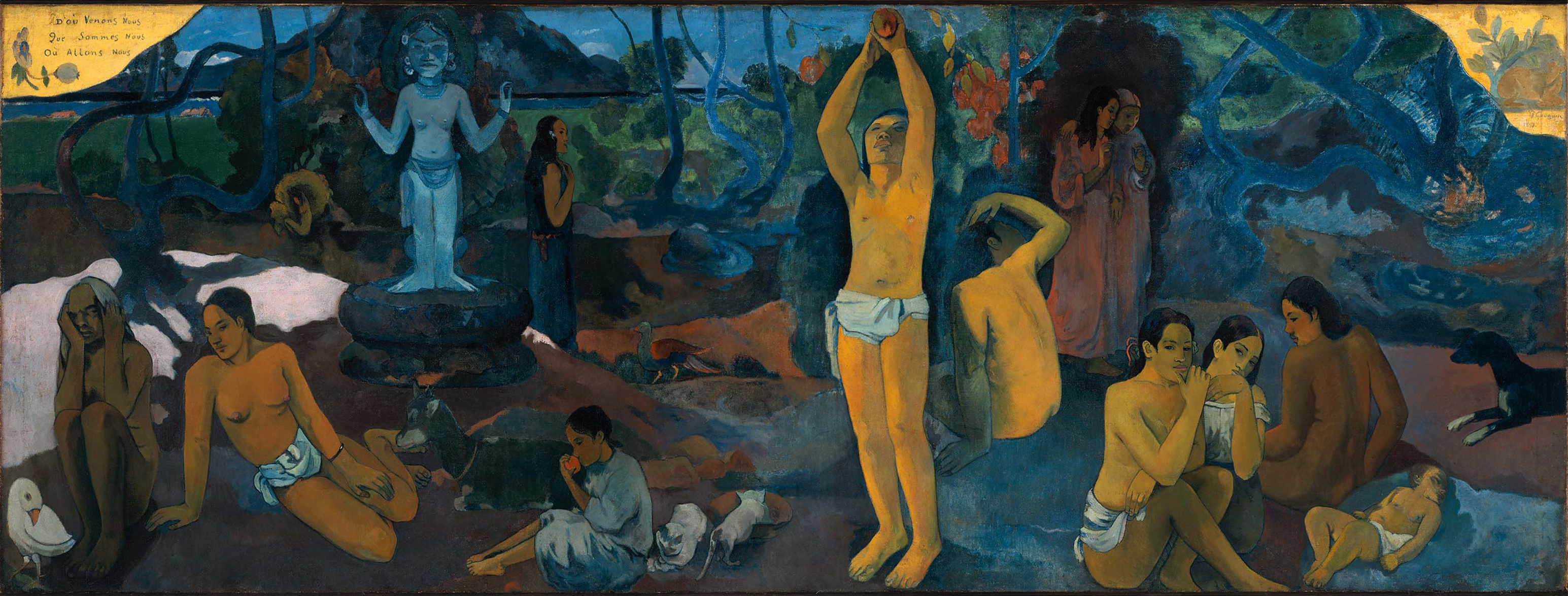
D'où venons-nous? Que sommes-nous? Où allons-nous? (1897-1898), de Paul Gauguin, no Museu de Belas Artes de Boston.

### Ligação externa
- Página oficial da Fundação Cupertino de Miranda

~